# 张越轶
张越轶（1958年9月—），山西省永和县人，中华人民共和国官员，副厅级干部，自考专科学历，曾任山西省永和县政协主席、大宁县长、大宁县委书记、曲沃县委书记、中共山西省委党史办副主任。2015年7月16日，张越轶因涉嫌滥用政权犯罪，被山西省长治市人民检察院立案侦查。8月3日，张越轶被山西省人民检察院批捕。

## 生平
张越轶早年经历不详。他的学历为自考专科。他的官方简历中公布的任职经历从永和县副县长开始。根据《山西年鉴1991》，1990年时张越轶已经是永和县副县长。《山西政协年鉴 1998-1999 》和《中国人民政治协商会议年鉴 1998》中，记载此时张越轶的职务是永和县政协主席。2004年，张越轶改任大宁县委副书记、县长。2006年6月，张越轶出任中共大宁县委书记。2011年4月，张越轶就任中共曲沃县委书记。2013年4月，张越轶被任命为中共山西省委党史办副主任，成为副厅级干部。
2015年7月16日，因张越轶涉嫌滥用职权犯罪，山西省人民检察院指定山西省长治市人民检察院立案侦查，并对张越轶采取强制措施。8月3日，山西省人民检察院决定逮捕张越轶。案件侦查仍在进行。